# AD 산조아넨스
AD 산조아넨스(포르투갈어: Associação Desportiva Sanjoanense)는 포르투갈 상주앙다마데이라에 위치한 포르투갈의 축구단이다. 1924년에 창단되었으며, 현재 리가 3에 소속되어 있다.

## 선수 명단

### 현역
참고: FIFA 자격 규정에 따라 소속된 국가대표팀 국기를 표시합니다. 선수는 복수의 FIFA 비회원국 국적을 가지고 있을 수 있습니다.
| 번호 | 포지션 | 국적 | 이름            |
| ---- | ------ | ---- | --------------- |
| 27   | MF     |      | 데이비드 페레스 |

| 번호 | 포지션 | 국적 | 이름 |
| ---- | ------ | ---- | ---- |